# Crazy Love (serie de televisión)
Crazy Love (en hangul, 크레이지 러브; RR: Keuleiji Leobeu) es una serie de televisión surcoreana dirigida por Kim Jung-hyun y protagonizada por Kim Jae-wook y Krystal. Se emitió en el canal KBS 2TV desde el 7 de marzo hasta el 26 de abril de 2022, con transmisiones los lunes y martes a las 21:30 horas (KST). Aunque estaba programada para distribuirse también por la plataforma iQiYi, finalmente fue Disney+ la que la incluyó entre su oferta audiovisual en algunas regiones, en Latinoamérica se distribuye en su plataforma Star+.

## Sinopsis
Crazy Love es una comedia y drama romántico sobre un instructor que finge sufrir de amnesia tras recibir amenazas de muerte, y su tímida y eficiente secretaria, a la que le han dado poco tiempo de vida y que finge ser su prometida creyendo que la amnesia de aquel es real.

## Reparto

### Principal
- Kim Jae-wook como Noh Go-jin, el mejor instructor de matemáticas de Corea, con un cerebro de genio con un coeficiente intelectual de 190. Dirige también el instituto de matemáticas GOTOP. Atractivo y narcisista, su vida se complica tras recibir amenazas de muerte.[2]
- Krystal como Lee Shin-ah, la secretaria de Noh Go-jin. En términos de habilidad y responsabilidad, es la empleada de más alto nivel, pero es muy callada e introvertida y, a diferencia de los demás, no tiene talento para fanfarronear, por lo que pasa totalmente desapercibida.[2]
- Ha Joon como Oh Se-gi, el apuesto representante adjunto oficial, es la única persona que puede consolar a Go-jin.[6][7][8]

### Secundario

#### Personas relacionadas con GOTOP
- Baek Joo-hee como Ma Eun-jeong. Dirige el equipo de investigación de GOTOP.[7]
- Lee Ji-min como Michelle Lee, profesora de inglés en GOTOP, autora de una venta millonaria en la empresa.[9]
- Kim Ki-nam como Gong Hee-cheol, el mejor profesor de ciencias sociales de GOTOP.[7]
- Lee Si-eon como Kang-min, antiguo profesor en GOTOP.[7]
- Jo In como Kim Hye-sun, antigua secretaria de Go-jin.[10]
- Song Seung-ah como Park Eun-hee, antigua secretaria de Go-jin, la segunda de ellas, que renunció al puesto a los tres meses debido al temperamento estricto de este.
- Moon Seo-yoon como Lee So-ra, la más joven de las tres exsecretarias de Go-jin.
- Jung Sung-ho como Kim Cha-bae, profesor de lengua coreana en GOTOP y correveidile de Go-jin.[11]
- Lee Yoon-hee como encargado de seguridad en GOTOP.[7]
- Lee Mi-young como empleada de limpieza.[7]

#### Personas relacionadas con Lee Shin-ah
- Park Han-sol como Chu Ok-hee. Amiga íntima de Shin-ah, con la que comparte casa. Trabaja a media jornada de secretaria en un bufete de abogados, aunque su vocación es ser actriz de teatro y asiste a audiciones todo el tiempo.[12]
- Yoon San-ha como Lee Su-ho, un aspirante a actor y el hermano menor de Shin-ah.[13][14]
- Kim Hak-sun como Lee Yong-gu, el padre de Shin-ah.[7]

#### Otros personajes
- Im Won-hee como Park Tae-yang, CEO de Mirae Edu.[7][11]
- Jeong Jeong-ho.[7]
- Lee Ha-jin.[7]
- Seo Ji-hoo como el secretario de Baek Soo-yeong.[15]
- Baek Joo-hee[16]

#### Apariciones especiales
- Yoo In-young como Baek Soo-yeong, el primer amor de Go-jin. Hija menor de una familia chaebol, se sintió atraída por Go-jin y se enamoró de él, pero la realidad la llevó a vivir en Estados Unidos. De vuelta a Corea tras ocho años, la pasión por él perdura.[6][17]
- Tae In-ho como un periodista, la persona que tiene la clave del caso de Go-jin.[18]
- Jung Shin-hye como Oh Se-hee, la hermana de Se-gi.[19]
- Yoon Sa-bong como Hong Yeo-sa, esposa de Park Tae-yang.[20]

## Producción
El 12 de octubre de 2021 el equipo de producción confirmó el reparto con la presencia de Kim Jae-wook y Krystal y anunció el comienzo inminente del rodaje. Kim Jae-wook regresa a la televisión después dos años después de su último trabajo en Her Private Life. Para Yoon San-ha, miembro del grupo Astro, es el debut en la televisión tradicional, tras haber actuado solo en algunas series web.
La lectura del guion se realizó el 1 de octubre de 2021 en Sangam-dong, con la presencia de director, guionista y reparto, e imágenes de la misma se hicieron públicas el 11 de febrero de 2022.
El 9 de febrero de 2022 se confirmó la fecha de primera emisión y se publicó el cartel principal de la serie.

## Banda sonora original
| Parte | Fecha de publicación | N.º | Título                | Letra                                 | Música                                      | Artista                                 | Duración |
| ----- | -------------------- | --- | --------------------- | ------------------------------------- | ------------------------------------------- | --------------------------------------- | -------- |
| 1     | 7 de marzo de 2022   | 1   | I'm Crazy             | Kim Ho-kyung                          | Jeong Seung-hyun, Park Tae-hyun             | Lee Dae-hwi (AB6IX), Jeon Woong (AB6IX) | 3:29     |
| 1     | 7 de marzo de 2022   | 2   | I'm Crazy (inst.)     |                                       | Jeong Seung-hyun, Park Tae-hyun             |                                         | 3:29     |
| 2     | 15 de marzo de 2022  | 1   | Stay Alive            | Rang                                  | Lee Hae Sol, Rang                           | Fromis 9                                | 3:35     |
| 2     | 15 de marzo de 2022  | 2   | Stay Alive (inst.)    |                                       | Lee Hae Sol, Rang                           |                                         | 3:35     |
| 3     | 21 de marzo de 2022  | 1   | Bite! (물어!)         | Jeon-ni, Nmore, Jozu                  | Jeon-ni, Nmore, Jozu                        | Baekho                                  | 3:18     |
| 3     | 21 de marzo de 2022  | 2   | Bite! (물어!)(inst.)  |                                       | Jeon-ni, Nmore, Jozu                        |                                         | 3:18     |
| 4     | 29 de marzo de 2022  | 1   | Dive Into You         | Midnight                              | Midnight, TM                                | Jay B                                   | 3:26     |
| 4     | 29 de marzo de 2022  | 2   | Dive Into You (inst.) |                                       | Midnight, TM                                |                                         | 3:26     |
| 5     | 4 de abril de 2022   | 1   | Maybe                 | Kim Beom-ju, Kim Si-hyuk, Nam Ki-moon | Kim Beom-ju, Kim Si-hyuk, Nam Ki-moon       | DAVII                                   | 3:07     |
| 5     | 4 de abril de 2022   | 2   | Maybe (inst.)         |                                       | Kim Beom-ju, Kim Si-hyuk, Nam Ki-moon       |                                         | 3:07     |
| 6     | 12 de abril de 2022  | 1   | Wide Open             | Juniel                                | Seo Eui-seong, Mats Tärnfors, Linnea Gawell | Juniel                                  | 3:02     |
| 6     | 12 de abril de 2022  | 2   | Wide Open (inst.)     |                                       | Seo Eui-seong, Mats Tärnfors, Linnea Gawell |                                         | 3:02     |

## Recepción
| Temporada | Temporada | Episodio número | Episodio número | Episodio número | Episodio número | Episodio número | Episodio número | Episodio número | Episodio número | Episodio número | Episodio número | Episodio número | Episodio número | Episodio número | Episodio número | Episodio número | Episodio número | Promedio |
| Temporada | Temporada | 1               | 2               | 3               | 4               | 5               | 6               | 7               | 8               | 9               | 10              | 11              | 12              | 13              | 14              | 15              | 16              | Promedio |
| --------- | --------- | --------------- | --------------- | --------------- | --------------- | --------------- | --------------- | --------------- | --------------- | --------------- | --------------- | --------------- | --------------- | --------------- | --------------- | --------------- | --------------- | -------- |
|           | 1         | —               | —               | —               | —               | —               | —               | —               | —               | —               | —               | 671             | 639             | —               | 728             | 697             | 741             | N/A      |

| Episodio                                                                                 | Fecha original de emisión | Índice de audiencia Nielsen Korea | Índice de audiencia Nielsen Korea |
| Episodio                                                                                 | Fecha original de emisión | Nacional                          | Seúl                              |
| ---------------------------------------------------------------------------------------- | ------------------------- | --------------------------------- | --------------------------------- |
| 1                                                                                        | 7 de marzo de 2022        | 3,4 % (25.º)                      | —                                 |
| 2                                                                                        | 8 de marzo de 2022        | 2,4 % (36.º)                      | —                                 |
| 3                                                                                        | 14 de marzo de 2022       | 1,9 % (40.º)                      | —                                 |
| 4                                                                                        | 15 de marzo de 2022       | 2,3 % (34.º)                      | —                                 |
| 5                                                                                        | 21 de marzo de 2022       | 2,1 % (35.º)                      | —                                 |
| 6                                                                                        | 22 de marzo de 2022       | 2,5 % (30.º)                      | —                                 |
| 7                                                                                        | 28 de marzo de 2022       | 2,5 % (29.º)                      | —                                 |
| 8                                                                                        | 29 de marzo de 2022       | 2,6 % (28.º)                      | —                                 |
| 9                                                                                        | 4 de abril de 2022        | 2,6 % (30.º)                      | —                                 |
| 10                                                                                       | 5 de abril de 2022        | 3,0 % (24.º)                      | —                                 |
| 11                                                                                       | 11 de abril de 2022       | 4,3 % (16.º)                      | 4,1 % (17.º)                      |
| 12                                                                                       | 12 de abril de 2022       | 4,0 % (20.º)                      | 3,8 % (19.º)                      |
| 13                                                                                       | 18 de abril de 2022       | 3,8 % (21.º)                      | 3,7 % (18.º)                      |
| 14                                                                                       | 19 de abril de 2022       | 4,4 % (15.º)                      | 4,2 % (16.º)                      |
| 15                                                                                       | 25 de abril de 2022       | 4,3 % (16.º)                      | 4,1 % (18.º)                      |
| 16                                                                                       | 26 de abril de 2022       | 4,6 % (12.º)                      | 4.3 % (14.º)                      |
| Promedio                                                                                 | Promedio                  | 3,2 %                             | —                                 |
| - En la tabla superior, en azul aparecen los índices más bajos, y en rojo los más altos. |                           |                                   |                                   |